# Ana de Habsburgo (1280-1327)
Ana de Habsburgo (Viena, 1275/1280-Legnica, 19 de marzo de 1327) fue la hija primogénita del emperador Alberto I de Habsburgo y de Isabel de Tirol. Fue educada en la corte para ser casada, como era lo común en su época para las mujeres.

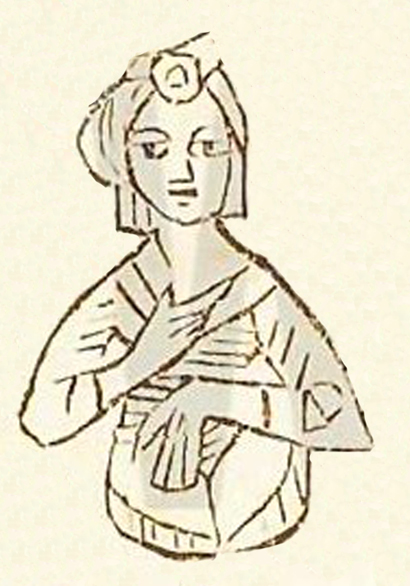
Imagen de Ana del.

## Biografía

### Familia
Sus hermanos más notables fueron Rodolfo I de Bohemia, Federico el Hermoso, el duque Leopoldo I de Austria, Alberto II de Austria, Otón de Austria, e Inés, reina de Hungría. 
Los abuelos maternos de Ana eran Meinhard II de Gorizia-Tirol, duque de Carintia, y su esposa Isabel de Baviera, reina de Alemania. Sus abuelos paternos fueron Rodolfo I de Habsburgo y su primera esposa, Gertrudis de Hohenberg. Sus tías paternos y tíos incluían a Rodolfo II, duque de Austria; Matilde, duquesa de Baviera; Clemencia, reina de Hungría; y Judith, reina de Bohemia.

### Primer matrimonio
Ana se casó en primeras nupcias en 1295 en Graz, con el margrave Germán de Brandeburgo-Salzwedel. Tuvieron cuatro hijos: 
1. Judith (1301-1353), heredera de Coburgo, casada con el conde Enrique VIII de Henneberg.
2. Juan (1302-1317), sucedió a su padre, pero murió joven.
3. Matilde (muerta en 1323) se casó con Enrique IV el Fiel.
4. Inés (1297-1334), heredera de Altmark, se casó con el margrave Valdemar de Brandeburgo-Stendal (c. 1280-1319), y en 1319 con el duque Otón de Brunswick-Gotinga (1290-1344).

En 1308, Germán murió, y su hijo Juan le sucedió.

### Segundo matrimonio
En 1310, Ana se casó con Enrique VI de Silesia, duque de Breslavia, hijo de Enrique V el Gordo y su esposa Isabel de Kalisz. Tuvieron tres hijas: 
1. Isabel (c. 1311-20 de febrero de 1328), se casó antes de 10 de enero de 1322 con el duque Conrado I de Oleśnica.
2. Eufemia (Ofka) (ca. 1312-21 de marzo después de 1384), se casó antes de 29 de noviembre de 1325 con el duque Boleslao el Viejo de Niemodlin (Falkenberg).
3. Margarita (c. 1313-8 de marzo de 1379), abadesa de Santa Clara en Breslavia (1359).

Ana murió el 19 de marzo de 1327 en Legnica. Ella dejó a su marido viudo, y no había podido tener un hijo varón. Cuando su marido murió diez años más tarde, Breslavia se fusionó con la corona de Bohemia.